# 상탄초등학교
상탄초등학교는 대한민국 경기도 고양시 일산서구에 있는 공립 초등학교이다.

## 학교 연혁
- 1994.11.01 상탄국민학교 설립 인가
- 1995.03.01 초대 유종렬 교장 부임
- 1995.03.02 상탄국민학교 개교(18학급 편성)
- 1996.03.01 상탄초등학교로 교명 변경
- 2011.03.01 제7대 송병일 교장 부임
- 2015.02.14 제20회 졸업(졸업생 169명) 총 4,742명
- 2015.03.01 제8대 고경민 교장 부임
- 2015.03.01 51학급 편성(특수 1학급 포함)
- 2019.03.02 제9대 박오경 교장 부임
- 2023.03.02 제10대 전명기 교장 부임

## 참고 자료
- 상탄초등학교 - 한국교육학술정보원 학교알리미